# Якимец, Кирилл Игоревич
Кирилл Игоревич Якимец (22 мая 1964 — 9 апреля 2018) — российский писатель-фантаст, деятель контркультуры, известный под псевдонимом "Кац".

## Биография
Родился в 1964 году в Москве. 
Учился в физико-математической школе № 2, Московском энергетическом институте (отчислен в 1987 году с шестого курса за несдачу госэкзамена по научному коммунизму), окончил философский факультет МГУ в 1993 году. 
Занимался литературным творчеством с 1981 года. Был членом КЛФ при журнале «Техника — молодёжи». В 1986 посещал лит. общество, основанное А. Бородыней, писал рассказы в стиле «чёрного» реализма. Работал над кандидатской диссертацией, писал обзоры по искусству в «Литературной газете» и газете «Метро».
В 2007—2008 годах был руководителем пресс-службы Союза журналистов России.
Был редактором отдела политики интернет-издания «Русский Журнал».

«Работал, помимо прочего, в политпиаре, и настолько прикололся к этой работе, что воспринял связанную с ней профессиональную этику. Это означает, что политических пристрастий у меня нет, тем более — партийности. Политикой интересуюсь как спортом и возможным способом заработка».

В области контркультуры известен как Философ-Мокрокосмист Эммануил Марлович Кац. («Чердак офицера» снова в деле (недоступная ссылка))
Как писал сам Якимец, «Ник „Кац“ возник случайно и был закреплен за мной в 1985 году в хипповой среде стараниями человека, ныне известного как „Баян Ширянов“». (Виварий ПОЛИТ.РУ) (Позже они вместе написали фантастический роман «Бар „Дракон“»).
Старый хиппи-тусовщик (Чердак офицера), художник, сочинитель лимериков, и автор публикаций в эротической газете «ЕЩЕ» и журнале Playboy. Является автором стишат — «Сиповочки хипповые торчат на Бобе, а Боб торчит на Боуи и сам на себе». Кац — лидер и вокалист московской группы «Чердак офицера», существующей с 1986 года. Участники «Чердака» называют своё дело «мистико-порнографическим пост-панком с уклоном в лирическое кантри».

## Книги
- Войны и миры. Отряд «Омега»: Роман / Cover il. by Tarlete. — М.: Центрполиграф, 1996. — 487 с — (Стальная мечта).
- Бар «Дракон»: Роман / Кирилл Воробьев, Кирилл Якимец; Рис. на переп. М. Калинкина; Ил. К. Правицкого. — М.: Армада, 1998. — 475 с — (Фант. боевик).